# 福岡県道103号新吉富豊前線
福岡県道103号新吉富豊前線（ふくおかけんどう103ごう しんよしとみぶぜんせん）は、福岡県築上郡上毛町から豊前市に至る一般県道である。

## 概要
築上郡上毛町大字吉岡から豊前市大字吉木に至る
築上郡上毛町から豊前市に至る途中で幅員の狭い箇所が何箇所かある。
なお、福岡県の県道では通常、100番台の県道は別の県とまたがる隣県越境一般県道であることが多いが、この県道は福岡県内で完結している。

### 路線データ
- 起点：福岡県築上郡上毛町大字吉岡（吉岡交差点、福岡県道・大分県道1号豊前万田線交点）
- 終点：福岡県豊前市大字吉木（豊前市役所前交差点、福岡県道32号犀川豊前線交点）
- 総延長：4,852 m

## 歴史
- 1918年（大正7年）
  - 郡道八屋吉岡線認定。
  - 郡道三毛門緒方線認定。新吉富豊前線の一部を重複
  - 郡道三毛門岸井線認定。新吉富豊前線の一部を重複
  - 郡道吉木広津線認定。新吉富豊前線の一部を重複
- 1923年（大正12年）7月2日
  - 福岡県道432号有田宇島港線認定。新吉富豊前線の一部を重複
  - 郡道吉木広津線から福岡県道426号千束中津線として認定。新吉富豊前線の一部を重複
- 1934年（昭和9年）7月26日
  - 福岡県道432号宇島港洞門停車場線認定。新吉富豊前線の一部を重複
  - 福岡県道524号垂水宇島港線認定。新吉富豊前線の一部を重複
- 1959年（昭和34年）4月1日
  - 福岡県道524号垂水宇島港線、福岡県道432号宇島港洞門停車場線廃止。
  - 大分県道・福岡県道153号万田豊前線認定。
- 1973年（昭和48年）3月31日 - 大分県道・福岡県道153号万田豊前線から大分県道・福岡県道103号万田豊前線に路線番号変更。
- 1977年（昭和52年）3月4日
  - 大分県道・福岡県道103号万田豊前線廃止。
  - 福岡県道103号新吉富豊前線認定。
- 1989年（平成元年）3月31日 - 新道開通のため豊前市清水町 - 同赤熊間から豊前市清水町 - 同吉木間へ区域変更し、現在の路線となる。

## 路線状況

### 道路施設

#### 橋梁
- 中村橋（佐井川、築上郡上毛町 - 豊前市）
- 後川橋（岩岳川、豊前市）

## 地理

### 通過する自治体
- 築上郡上毛町
- 豊前市

### 交差する道路
| 交差する道路                    | 市町村名 | 市町村名 | 交差する場所 | 交差する場所              |
| ------------------------------- | -------- | -------- | ------------ | ------------------------- |
| 福岡県道・大分県道1号豊前万田線 | 築上郡   | 上毛町   | 大字吉岡     | 吉岡交差点 / 起点         |
| 福岡県道226号山内吉富線         | 築上郡   | 上毛町   | 大字吉岡     | 上毛町吉岡交差点          |
| 福岡県道227号鬼木三毛門線       | 豊前市   | 豊前市   | 大字市丸     | 豊前市市丸交差点          |
| 福岡県道32号犀川豊前線          | 豊前市   | 豊前市   | 大字吉木     | 豊前市役所前交差点 / 終点 |

### 沿線
築上郡上毛町の北部にある吉岡交差点で福岡県道・大分県道1号豊前万田線から北西に分岐し、国道10号の北側を同国道と並行する。佐井川を渡り豊前市に入り引き続き概ね北西に進み、豊前市役所前交差点で終点となる。同交差点を右折し北上すると宇島駅・宇島港に至る。
- ムロオカ産業九州工場
- 寿屋フロンテ九州工場
- 積水化成品九州豊前工場
- 福岡県立青豊高等学校
- 豊前市役所